# Richardson Nunatak
Richardson Nunatak är en nunatak i Antarktis. Den ligger i Västantarktis. Argentina, Chile och Storbritannien gör anspråk på området. Toppen på Richardson Nunatak är 1 386 meter över havet.
Terrängen runt Richardson Nunatak är kuperad åt nordost, men åt sydväst är den bergig. Trakten är obefolkad. Det finns inga samhällen i närheten.